# Brevipalpus crotonellae
Brevipalpus crotonellae är en spindeldjursart som beskrevs av Baker och James P. Tuttle 1987. Brevipalpus crotonellae ingår i släktet Brevipalpus och familjen Tenuipalpidae. Inga underarter finns listade.